# Sundubu jjigae
Le sundubu jjigae (순두부찌개) est un jjigae (plat mijoté) de la cuisine coréenne. C'est un plat composé de tofu frais (non égoutté, non pressé), de légumes, parfois de champignons, d'oignon, et facultativement de fruits de mer (généralement des huîtres, des moules, des palourdes et des crevettes), de viandes (généralement du bœuf ou du porc) et de la pâte de piment (gochujang) ou de la poudre de piment (gochu garu).
Ce mets est préparé et cuit directement dans son plat, qui est traditionnellement en porcelaine épaisse et robuste, mais qui peut aussi être en pierre. Un œuf cru est placé sur le jjigae juste avant le service (facultatif), et le plat est servi encore chaud bouillant. Il est habituellement accompagné d'un bol de riz blanc et de plusieurs banchan (plats d'accompagnement).

## Histoire
L'origine de l'utilisation de tofu non pressé dans la cuisine coréenne n'est pas bien documentée, mais des notes des archives de la dynastie Joseon montrent une forme ancienne de sundubu jjigae en train d'être servi. Quelques historiens supposent que la consommation de tofu non pressé s'est aussi démocratisée durant la dynastie Joseon.
Dans les années 1990, des immigrants coréens ont apporté le sundubu jjigae à Los Angeles aux États-Unis,. Hee Sook Lee, un immigrant coréen de la première génération, a ouvert le premier restaurant de sundubu dans le quartien coréen de Los Angeles.